# Amy Landecker
Amy Lauren Landecker (Chicago, 1969. szeptember 30. –) amerikai színésznő.
2014–2019 között a Nincs titok című vígjáték-drámasorozatban Sarah Pfefferman szerepével vált ismertté. 2020-tól 2023-ig a Your Honor című drámasorozat visszatérő szereplője volt.
Mellékszerepekben tűnt fel a Dan és a szerelem (2007), az Egy komoly ember (2009), a Hamarosan karácsony (2013), Az Almanach projekt (2015) és a Beatriz, mint vendég (2017) című filmekben.
Szinkronszínészként számos filmben és televíziós műsorban kölcsönözte hangját.

## Magánélete
Első férjétől, Jackson Lynchtől egy lánya született. Házasságuk 2011-ben válással végződött.
2015-ben, a Nincs titok forgatásán ismerkedett meg Bradley Whitford színésszel. 2018 márciusában jelentették be eljegyzésüket és 2019. július 17-én házasodtak össze.

## Filmográfia

### Film
| Év   | Magyar cím                             | Eredeti cím                          | Szerep                               | Magyar hang     |
| ---- | -------------------------------------- | ------------------------------------ | ------------------------------------ | --------------- |
| 1998 |                                        | Temporary Girl                       | Sondra Hardwood                      |                 |
| 1999 | Hallasd a hangodat                     | Light It Up                          | riporter                             |                 |
| 2007 | Dan és a szerelem                      | Dan in Real Life                     | Cindy Lamson                         | Keönch Anna     |
| 2009 | Egy komoly ember                       | A Serious Man                        | Mrs. Samsky                          | Ősi Ildikó      |
| 2013 | Hamarosan karácsony                    | All Is Bright                        | Therese                              | Bertalan Ágnes  |
| 2013 | Exek és szeretők                       | Enough Said                          | Debbie                               |                 |
| 2013 |                                        | What Should We Watch? (rövidfilm)    | Irene                                |                 |
| 2015 | Az Almanach projekt                    | Project Almanac                      | Kathy                                | Spilák Klára    |
| 2015 |                                        | Upended (rövidfilm)                  | Cate                                 |                 |
| 2015 |                                        | Babysitter                           | Janine                               |                 |
| 2015 |                                        | The Meddler                          | Diane                                |                 |
| 2016 |                                        | Dreamland                            | Olivia                               |                 |
| 2016 | Doctor Strange                         | Doctor Strange                       | Dr. Bruner                           |                 |
| 2016 |                                        | Upended (rövidfilm)                  | Cate                                 |                 |
| 2017 | Beatriz, mint vendég                   | Beatriz at Dinner                    | Jeana                                | Bertalan Ágnes  |
| 2017 | Csak egy meló (A vadász imája)         | The Hunter's Prayer                  | Banks                                | Bertalan Ágnes  |
| 2017 | Csak egy meló (A vadász imája)         | The Hunter's Prayer                  | Banks                                | Németh Borbála  |
| 2018 | Egy olyan srác, mint Jake              | A Kid Like Jake                      | Sandra                               | Ősi Ildikó      |
| 2019 |                                        | Snatchers                            | Cheryl nővér                         |                 |
| 2019 |                                        | 3 Days with Dad                      | Velma                                |                 |
| 2019 | Botrány                                | Bombshell                            | Dianne Brandi                        |                 |
| 2020 |                                        | Shithouse                            | Mrs. Malmquist                       |                 |
| 2020 | Project Power: A por ereje             | Project Power                        | Gardner                              | Szávai Viktória |
| 2021 |                                        | Batman: The Long Halloween, Part One | Barbara Gordon (hangja)              |                 |
| 2021 |                                        | Batman: The Long Halloween, Part Two | Barbara Gordon / Carla Viti (hangja) |                 |
| 2021 | Trollvadászok: A titánok felemelkedése | Trollhunters: Rise of the Titans     | Barbara Lake (hangja)                |                 |
| 2022 |                                        | Three Months                         | Edith                                |                 |
| 2022 | Szerelmem a faterom                    | I Love My Dad                        | Diane                                |                 |
| 2023 | Eltűnt                                 | Missing                              | Heather                              | Bertalan Ágnes  |
| 2024 |                                        | Shell                                | Flores nyomozó                       |                 |
| 2025 |                                        | For Worse                            | Lauren                               |                 |

### Televízió
| Év        | Magyar cím                               | Eredeti cím                        | Szerep                                                | Megjegyzések                  |
| --------- | ---------------------------------------- | ---------------------------------- | ----------------------------------------------------- | ----------------------------- |
| 1999–2000 | A kiválasztott – Az amerikai látnok      | Early Edition                      | Susan Schwartz                                        | 2 epizód                      |
| 2003–2025 | Esküdt ellenségek: Különleges ügyosztály | Law & Order: Special Victims Unit  | Stephanie Grayson / Jamie Callahan / Katharine Vernon | 3 epizód                      |
| 2006      | Kötelező ítélet                          | Conviction                         | Donna Thatcher                                        | 1 epizód                      |
| 2008      | Esküdt ellenségek                        | Law & Order                        | Parrish ügyvédnő                                      | 1 epizód                      |
| 2008      | Mad Men – Reklámőrültek                  | Mad Men                            | Petra Colson                                          | 1 epizód                      |
| 2010      | Esküdt ellenségek: Bűnös szándék         | Law & Order: Criminal Intent       | Stahl ügynök                                          | 2 epizód                      |
| 2010–2014 |                                          | Louie                              | Sandra / Louie anyja                                  | 4 epizód                      |
| 2011      | NCIS                                     | NCIS                               | Dr. Ellen Gracey                                      | 1 epizód                      |
| 2011      |                                          | The Paul Reiser Show               | Claire                                                | 7 epizód                      |
| 2011      | Doktor House                             | House                              | Darrien                                               | 1 epizód                      |
| 2011      |                                          | The Protector                      | Arlene Duncan                                         | 1 epizód                      |
| 2011      | Míg az élet el nem választ               | Happily Divorced                   | Audrey                                                | 1 epizód                      |
| 2011      | Félig üres                               | Curb Your Enthusiasm               | Jane Cohen                                            | 1 epizód                      |
| 2011      | New York-i nyomozók                      | Prime Suspect                      | Alice Paget                                           | 1 epizód                      |
| 2011–2014 | Bosszú                                   | Revenge                            | Dr. Michelle Banks                                    | 3 epizód                      |
| 2012      | Gátlástalanok                            | House of Lies                      | Janelle Winter                                        | 1 epizód                      |
| 2012      | Doktor Addison                           | Private Practice                   | Melissa                                               | 1 epizód                      |
| 2012      |                                          | Retired at 35                      | Kat                                                   | 1 epizód                      |
| 2013      |                                          | Vegas                              | Karen Schultz                                         | 1 epizód                      |
| 2013      | Előzmények törlése                       | Clear History                      | Nathan felesége                                       | tévéfilm                      |
| 2014–2019 | Nincs titok                              | Transparent                        | Sarah Pfefferman                                      | állandó szereplő (38 epizód)  |
| 2015      |                                          | Married                            | Harper anyja                                          | 1 epizód                      |
| 2016      |                                          | People of Earth                    | Debbie Schultz                                        | 1 epizód                      |
| 2016–2018 | Trollvadászok                            | Trollhunters: Tales of Arcadia     | Barbara Lake (hangja)                                 | 37 epizód                     |
| 2017      | 104-es szoba                             | Room 104                           | Joan Teakins                                          | 1 epizód                      |
| 2018      | A Grace klinika                          | Grey's Anatomy                     | Morgan                                                | 1 epizód                      |
| 2018      | Magányos páros                           | Alone Together                     | Camille                                               | 1 epizód                      |
| 2018      | LA to Vegas – A jackpotjárat             | LA to Vegas                        | Patricia                                              | 3 episodes                    |
| 2019      | A szélhámos                              | Sneaky Pete                        | Lorraine Sheffield                                    | visszatérő szerep (5 epizód)  |
| 2019      |                                          | The Twilight Zone                  | Anne Storck                                           | 1 epizód                      |
| 2019      | She-Ra és a lázadó hercegnők             | She-Ra and the Princesses of Power | Octavia (hangja)                                      | 1 epizód                      |
| 2019–2022 | A szolgálólány meséje                    | The Handmaid's Tale                | Mrs. Mackenzie                                        | 3 epizód                      |
| 2020      | Kipo és a csodálatos szörnyek kora       | Kipo and the Age of Wonderbeasts   | Dr. Emilia (hangja)                                   | 17 epizód                     |
| 2020      |                                          | Little Birds                       | Vanessa Savage                                        | 3 epizód                      |
| 2020–2023 |                                          | Your Honor                         | Nancy Costello                                        | visszatérő szerep (1-2. évad) |
| 2021      | A Q-egység                               | Q-Force                            | ismeretlen szinkronhang                               | 1 epizód                      |
| 2021      | A tétel                                  | The Premise                        | Trish                                                 | 1 epizód                      |
| 2021–2023 | Croodék családfája                       | The Croods: Family Tree            | Ugga Crood (hangja)                                   | 49 epizód                     |
| 2022      |                                          | Minx                               | Bridget Westbury                                      | 3 epizód                      |
| 2022      |                                          | Chivalry                           | Mia                                                   | 2 epizód                      |
| 2022      | Macitesók                                | We Baby Bears                      | Gail (hangja)                                         | 1 epizód                      |
| 2022      | Gaslit: A Watergate-botrány              | Gaslit                             | Lurleen Landry                                        | minisorozat (1 epizód)        |
| 2022      | Ramy                                     | Ramy                               | Kendra                                                | 1 epizód                      |
| 2024      | A Tudás birtokában                       | In the Know                        | több szereplő hangja                                  | 4 epizód                      |
| 2025      | Az USA legboldogabb családja             | Number 1 Happy Family USA          | Donna (hangja)                                        | 1 epizód                      |

## Fordítás
- Ez a szócikk részben vagy egészben  az   Amy Landecker című angol Wikipédia-szócikk ezen változatának fordításán alapul.  Az eredeti cikk szerkesztőit annak laptörténete sorolja fel. Ez a jelzés csupán a megfogalmazás eredetét és a szerzői jogokat jelzi, nem szolgál a cikkben szereplő információk forrásmegjelöléseként.